# (38100) 1999 JM14
1999 JM14 (asteroide 38100) é um asteroide da cintura principal. Possui uma excentricidade de 0.16027900 e uma inclinação de 5.65733º.
Este asteroide foi descoberto no dia 15 de maio de 1999 por LINEAR em Socorro.